# Mary Visniski
Mary Visniski es una deportista estadounidense que compitió en natación sincronizada. Ganó dos medallas de plata en el Campeonato Mundial de Natación, en los años 1982 y 1986.

## Palmarés internacional
| Campeonato Mundial | Campeonato Mundial  | Campeonato Mundial | Campeonato Mundial |
| Año                | Lugar               | Medalla            | Prueba             |
| ------------------ | ------------------- | ------------------ | ------------------ |
| 1982               | Guayaquil (Ecuador) | Medalla de plata   | Equipo             |
| 1986               | Madrid (España)     | Medalla de plata   | Equipo             |